# Candesartan
Candesartanul este un medicament antihipertensiv, fiind utilizat în tratamentul hipertensiunii arteriale. Acționează ca antagonist al receptorilor angiotensinei II (sartan, BRA). Calea de administrare disponibilă este cea orală.

## Utilizări medicale
Candesartan este utilizat în:
- tratamentul hipertensiunii arteriale primare la adulți;
- tratamentul hipertensiunii arteriale la copii și adolescenți cu vârsta cuprinsă între 6 și 18 ani;
- tratamentul pacienților adulți cu insuficiență cardiacă și insuficiență funcțională sistolică (alternativ la IECA).